# Thị tộc Murray

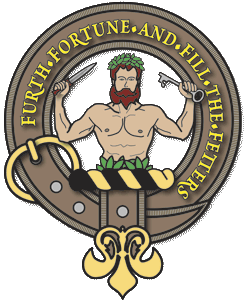
Huy hiệu của Thị tộc Murray

Thị tộc Murray (tiếng Anh: Clan Murray ) là một Thị tộc Scotland ở vùng Cao nguyên. Trưởng tộc Murray giữ tước hiệu Công tước xứ Atholl. Tổ tiên của họ là Morays xứ Bothwell, người đã thành lập gia tộc ở Scotland vào thế kỷ thứ XII. Vào thế kỷ XVI, hậu duệ của Morays xứ Bothwell, Murrays xứ Tullibardine, đảm bảo quyền lãnh đạo của thị tộc và được phong làm Bá tước xứ Tullibardine vào năm 1606. Bá tước Tullibardine đầu tiên kết hôn với người thừa kế của Lãnh địa Bá tước Stewart xứ Atholl & Atholl do đó trở thành một bá tước xứ Murray vào năm 1626. Bá tước Murray của Atholl được phong làm Hầu tước xứ Atholl vào năm 1676 và vào năm 1703, đã được nâng lên hàng công tước. Danh hiệu hầu tước xứ Tullibardine tiếp tục là một tước hiệu phụ, được ban cho các con trai lớn của người đứng đầu thị tộc cho đến khi họ kế vị ông với tư cách là Công tước xứ Atholl.
Các thủ lĩnh Murray đóng một vai trò quan trọng và nổi bật trong việc hỗ trợ William Wallace và Robert the Bruce trong Chiến tranh giành độc lập Scotland vào thế kỷ XIII và XIV. Thị tộc Murray cũng phần lớn ủng hộ phái Jacobite của Nhà Stuart trong Chủ nghĩa Jacobite trỗi dậy vào thế kỷ XVIII. Thị tộc Murray sở hữu một đội quân tư nhân duy nhất ở châu Âu được gọi là Atholl Highlanders.